# فیلیپ شهباز
فیلیپ شهباز (به انگلیسی: Philip Shahbaz) (زاده ۱۶ اکتبر ۱۹۷۶) بازیگر ایرانی-آمریکایی است که به خاطر دوبلری شخصیت الطائر در بازی کیش یک آدم‌کش شهرت دارد.